# Nokomis (Saskatchewan)
Nokomis es un pueblo canadiense situado en la provincia de Saskatchewan.

## Superficie
Nokomis tiene una superficie de 2,55 km².

## Demografía
En 2021, tenía 414 habitantes, una densidad poblacional de 162,6 hab./km², y 217 viviendas.